# Hypostomus ternetzi
Hypostomus ternetzi är en fiskart som först beskrevs av Boulenger, 1895.  Hypostomus ternetzi ingår i släktet Hypostomus och familjen Loricariidae. Inga underarter finns listade i Catalogue of Life.